# Верхлесье (Паричский сельсовет)
Верхлесье (бел. Вярхле́ссе) — деревня в Паричском сельсовете Светлогорского района Гомельской области Республики Беларусь.

## География

### Расположение
В 37 км на северо-запад от Светлогорска, 34 км от железнодорожной станции Светлогорск-на-Березине (на линии Жлобин — Калинковичи), 147 км от Гомеля.

### Гидрография
На юге сеть мелиоративных каналов.

## Транспортная сеть
На автодороге Октябрьский — Паричи. Планировка состоит из прямолинейной широтной улицы, к центру которой с севера присоединяется короткая улица. Застройка двусторонняя, деревянная, усадебного типа.

## История
Обнаруженный археологами курганный могильник (в 1 км на север от деревни, 46 насыпей) свидетельствует об освоении человеком этих мест с давних времён. Согласно письменным источникам известна с начала XX века. В 1908 году фольварк в Паричской волости Бобруйского уезда Минской губернии.
Наиболее активная застройка приходится на 1920-е годы. В 1929 году жители вступили в колхоз. Во время Великой Отечественной войны в июле 1941 года оккупанты полностью сожгли деревню. Согласно переписи 1959 года в составе КСУП «Залесье» (центр — деревня Моисеевка).
До 16 декабря 2009 года в составе Козловского сельсовета, с 16 декабря 2009 года в составе Паричского поселкового Совета депутатов, с 12 декабря 2013 года в составе Паричского сельсовета.

## Население

### Численность
- 2021 год — 97 жителей

### Динамика
- 1908 год — 37 жителей
- 1917 год — 84 жителя
- 1940 год — 68 дворов 250 жителей
- 1959 год — 210 жителей (согласно переписи)
- 2004 год — 60 хозяйств, 174 жителя
- 2021 год — 97 жителей

## Достопримечательность
- Курганный могильник периода раннего средневековья (X—XIII вв.), 1 км севернее села, урочище Курганное —  Историко-культурная ценность Республики Беларусь, шифр 313В000748